# باشگاه فوتبال پرسپولیس در فصل ۹۷–۱۳۹۶

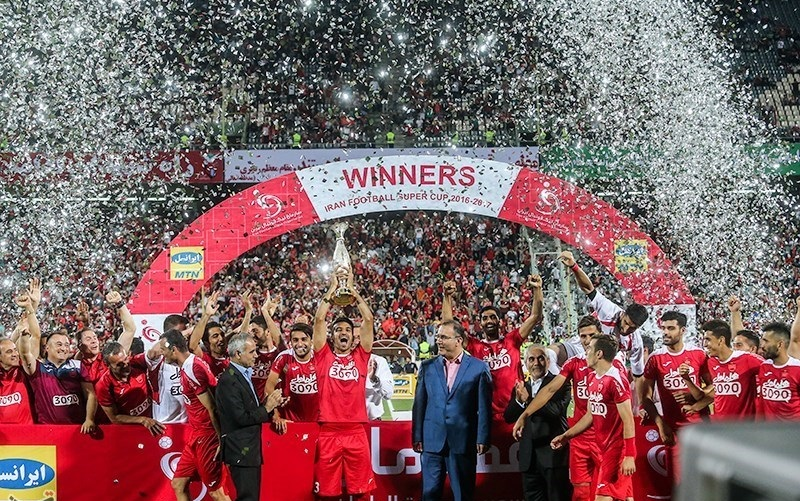
جشن قهرمانی پرسپولیس در سوپرجام ۱۳۹۶

در فصل ۹۷–۱۳۹۶، تیم پرسپولیس در هفدهمین دورهٔ رقابت‌های لیگ برتر فوتبال ایران (جام خلیج فارس) حضور خواهد داشت و نیز هفدهمین حضور خود در این رقابت‌ها را تجربه می‌کند. همچنین این مسابقات سی و دومین دورهٔ از بالاترین دسته لیگ در فوتبال ایران می‌باشد. این تیم همچنین در این فصل در سی و یک‌اُمین دورهٔ جام حذفی فوتبال ایران و سی و هفتمین دوره رقابت‌های لیگ قهرمانان آسیا حضور دارد.

## کادر فنی
| پست               | نام               |
| ----------------- | ----------------- |
| سرمربی            | برانکو ایوانکوویچ |
| کمک مربی          | زلاتکو ایوانکوویچ |
| مربی اول          | کریم باقری        |
| مربی دروازه بانان | ایگور پانادیچ     |
| بدنساز            | مارکو استیلینوویچ |
| تحلیل گر          | فرزاد حبیب‌اللهی   |
| دکتر              | دکتر علیرضا حقیقت |
| فیزیوتراپیست      | میثم علیپور       |
| سرپرست            | افشین پیروانی     |
| مدیر رسانه        | پندار خمارلو      |

## بازیکنان

### لیست اولیه تیم
- اطلاعات بازی‌های لیگ جدید هنوز در این لیست منظور نشده‌اند.

| شماره                                         | نام               | تاریخ تولد (سن)           | ملیت           | نقش(ها)                | از سال      | تعداد بازی‌ها | گل‌ها        | پاس گل‌ها    | پایان قرارداد | منتقل شده از      | هزینه نقل و انتقال | توضیحات             |
| دروازه‌بان‌ها                                   | دروازه‌بان‌ها       | دروازه‌بان‌ها               | دروازه‌بان‌ها    | دروازه‌بان‌ها            | دروازه‌بان‌ها | دروازه‌بان‌ها  | دروازه‌بان‌ها | دروازه‌بان‌ها | دروازه‌بان‌ها   | دروازه‌بان‌ها       | دروازه‌بان‌ها        | دروازه‌بان‌ها         |
| --------------------------------------------- | ----------------- | ------------------------- | -------------- | ---------------------- | ----------- | ------------ | ----------- | ----------- | ------------- | ----------------- | ------------------ | ------------------- |
| ۱                                             | علیرضا بیرانوند   | ۳۰ شهریور ۱۳۷۱ (۲۵ سال)   | ایران          | GK                     | ۱۳۹۵        | ۲۴           | ۰           | ۰           | ۲۰۲۲          | نفت تهران         | رایگان             |                     |
| ۱۲                                            | ابوالفضل درویش‌وند | ۲۴ دی ۱۳۷۵ (۲۲ سال)       | ایران          | GK                     | ۱۳۹۵        | ۰            | ۰           | ۰           | ۲۰۲۱          | راه‌آهن            | رایگان             | زیر ۲۱ سال          |
| ۴۴                                            | بوژیدار رادوشویچ  | ۴ آوریل ۱۹۸۹ (۲۸ سال)     | کرواسی         | GK                     | ۲۰۱۶        | ۷            | ۰           | ۰           | ۲۰۱۸          | دبرسنی            | رایگان             |                     |
| مدافع‌ها                                       |                   |                           |                |                        |             |              |             |             |               |                   |                    |                     |
| ۲                                             | صادق محرمی        | ۱۲ اسفند ۱۳۷۴ (۲۱ سال)    | ایران          | RB / RM / RW           | ۱۳۹۵        | ۱۶           | ۰           | ۰           | ۲۰۱۸          | ملوان             | رایگان             | زیر ۲۱ سال          |
| ۳                                             | شجاع خلیل‌زاده     | ۲۴ اردیبهشت ۱۳۶۸ (۲۸ سال) | ایران          | CB / RB                | ۱۳۹۶        | ۰            | ۰           | ۰           | ۲۰۱۸          | سپاهان            | رایگان             |                     |
| ۴                                             | سید جلال حسینی    | ۱۴ بهمن ۱۳۶۰ (۳۵ سال)     | ایران          | CB / RB                | ۱۳۹۵        | ۸۴           | ۳           | ۳           | ۲۰۱۹          | نفت تهران         | رایگان             |                     |
| ۱۳                                            | حسین ماهینی       | ۲۵ شهریور ۱۳۶۵ (۳۱ سال)   | ایران          | RB / LB / CB           | ۱۳۹۱        | ۹۲           | ۲           | ۶           | ۲۰۲۰          | ملوان             | رایگان             |                     |
| ۱۵                                            | محمد انصاری       | ۱ مهر ۱۳۷۰ (۲۶ سال)       | ایران          | LB / CB / DM           | ۱۳۹۴        | ۵۳           | ۱           | ۱           | ۲۰۱۹          | شهرداری تبریز     | رایگان             |                     |
| ۲۰                                            | شاهین عباسیان     | ۲۶ خرداد ۱۳۷۶ (۲۰ سال)    | ایران          | RB / CB                | ۱۳۹۶        | ۰            | ۰           | ۰           | ۲۰۲۰          | فولاد             | رایگان             | زیر ۲۱ سال          |
| ۳۸                                            | احسان حسینی       | ۱۱ مهر ۱۳۷۷ (۱۹ سال)      | ایران          | CB / DM                | ۱۳۹۶        | ۰            | ۰           | ۰           | ۲۰۲۰          | تیم پایه          | رایگان             | زیر ۲۱ سال          |
| ۶۹                                            | شایان مصلح        | ۴ تیر ۱۳۷۲ (۲۴ سال)       | ایران          | LB / CB                | ۱۳۹۶        | ۰            | ۰           | ۰           | ۲۰۱۹          | سپیدرود رشت       | رایگان             |                     |
| هافبک‌ها                                       |                   |                           |                |                        |             |              |             |             |               |                   |                    |                     |
| ۵                                             | بشار رسن          | ۲۲ دسامبر ۱۹۹۶ (۲۱ سال)   | عراق           | AM / RM / LRM / CM     | ۱۳۹۶        | ۰            | ۰           | ۰           | ۲۰۱۹          | نیروی هوایی عراق  | رایگان             | زیر ۲۱ سال          |
| ۸                                             | احمد نوراللهی     | ۱۲ بهمن ۱۳۷۱ (۲۴ سال)     | ایران          | DM / CM / RM / LRM     | ۱۳۹۳        | ۴۷           | ۳           | ۲           | ۲۰۱۷          | فولاد یزد         | رایگان             |                     |
| ۱۰                                            | فرشاد احمدزاده    | ۱ مهر ۱۳۷۱ (۲۵ سال)       | ایران          | AM / LW / RW / SS      | ۱۳۹۱        | ۵۴           | ۵           | ۸           | ۲۰۱۸          | پارسه             | رایگان             | تیم پایه            |
| ۱۱                                            | کمال کامیابی‌نیا   | ۲۸ دی ۱۳۶۷ (۲۸ سال)       | ایران          | CM / AM / RM / LM      | ۱۳۹۴        | ۵۶           | ۶           | ۲           | ۲۰۱۸          | نفت تهران         | رایگان             |                     |
| ۱۸                                            | محسن ربیع‌خواه     | ۳ دی ۱۳۶۶ (۳۰ سال)        | ایران          | DM / CB / LB           | ۱۳۹۵        | ۲۴           | ۰           | ۰           | ۲۰۱۸          | صنعت نفت          | رایگان             |                     |
| ۲۱                                            | آدام همتی         | ۲ بهمن ۱۳۷۳ (۲۳ سال)      | ایران · کانادا | AM / RW                | ۱۳۹۶        | ۰            | ۰           | ۰           | ۲۰۲۰          | رایرسون رامز      | رایگان             | زیر ۲۳ سال          |
| ۲۵                                            | احسان علوان‌زاده   | فروردین ۱۳۷۳ (۲۳ سال)     | ایران          | LW / AM / SS           | ۱۳۹۵        | ۹            | ۰           | ۰           | ۲۰۱۹          | نفت مسجدسلیمان    | رایگان             |                     |
| ۳۶                                            | سعید حسین پور     | ۲۸ مهر ۱۳۷۷ (۱۹ سال)      | ایران          | CM / DM                | ۱۳۹۶        | ۰            | ۰           | ۰           | ۲۰۲۰          | پیکان             | رایگان             | زیر ۲۱ سال          |
| ۷۷                                            | محسن مسلمان       | ۷ بهمن ۱۳۶۹ (۲۶ سال)      | ایران          | AM / LW / RW / CM      | ۱۳۹۴        | ۴۸           | ۴           | ۱۲          | ۲۰۱۸          | ذوب‌آهن            | ۲۷۰ میلیون تومان   |                     |
| ۸۸                                            | سیامک نعمتی       | ۲۸ فروردین ۱۳۷۳ (۲۳ سال)  | ایران          | LM / RM / CM / AM / RB | ۱۳۹۶        | ۰            | ۰           | ۰           | ۲۰۱۹          | پیکان             | رایگان             |                     |
| مهاجم‌ها                                       |                   |                           |                |                        |             |              |             |             |               |                   |                    |                     |
| ۱۹                                            | وحید امیری        | ۱۳ فروردین ۱۳۶۷ (۲۹ سال)  | ایران          | CF / RW / LW / AM      | ۱۳۹۵        | ۲۵           | ۷           | ۲           | ۲۰۱۸          | نفت تهران         | رایگان             |                     |
| ۲۳                                            | محمد امین اسدی    | ۳ دی ۱۳۷۷ (۱۹ سال)        | ایران          | CF / SS                | ۱۳۹۶        | ۰            | ۰           | ۰           | ۲۰۲۰          | تیم پایه          | رایگان             | زیر ۱۹ سال          |
| ۳۷                                            | حمیدرضا طاهرخانی  | ۵ فروردین ۱۳۷۸ (۱۸ سال)   | ایران          | LW / RW / SS           | ۱۳۹۵        | ۵            | ۰           | ۰           | ۲۰۱۹          | راه‌آهن            | رایگان             | زیر ۱۹ سال تیم پایه |
| ۳۹                                            | احمد بهاروند      | ۲۸ مهر ۱۳۷۶ (۲۰ سال)      | ایران          | LW / RW / SS           | ۱۳۹۶        | ۰            | ۰           | ۰           | ۲۰۲۰          | تیم پایه          | رایگان             | زیر ۲۱ سال تیم پایه |
| ۷۰                                            | علی علیپور        | ۲۰ آبان ۱۳۷۴ (۲۳ سال)     | ایران          | CF / RW / LW           | ۱۳۹۵        | ۶۶           | ۱۱          | ۶           | ۲۰۲۰          | راه‌آهن            | رایگان             |                     |
| ۹۰                                            | گادوین منشا       | ۲ سپتامبر ۱۹۸۹ (۲۸ سال)   | نیجریه         | CF / SS                | ۱۳۹۶        | ۰            | ۰           | ۰           | ۲۰۱۹          | پیکان             | رایگان             |                     |
| بازیکنانی که باشگاه را در میانه فصل ترک کردند |                   |                           |                |                        |             |              |             |             |               |                   |                    |                     |
| ۹                                             | مهدی طارمی        | ۲۷ تیر ۱۳۷۱ (۲۵ سال)      | ایران          | CF / AM / SS           | ۱۳۹۳        | ۱۰۰          | ۵۰          | ۱۷          | ۲۰۱۸          | انتقال به الغرافه | انتقال به الغرافه  | انتقال به الغرافه   |

### ترکیب تیم در لیگ برتر و جام حذفی
بازیکنانی که سهمیه زیر ۲۳ سال هستند با علامت «*» و بازیکنانی که سهمیه زیر ۲۱ سال هستند، با «**» مشخص شده‌اند.
| شماره |       | نقش       | بازیکن               |
| ----- | ----- | --------- | -------------------- |
| ۱     | ایران | دروازه‌بان | علیرضا بیرانوند      |
| ۲     | ایران | مدافع     | صادق محرمی*          |
| ۳     | ایران | مدافع     | شجاع خلیل‌زاده        |
| ۴     | ایران | مدافع     | سید جلال حسینی       |
| ۵     | عراق  | هافبک     | بشار رسن*            |
| ۸     | ایران | هافبک     | احمد نوراللهی        |
| 9     | ایران | مهاجم     | مهدی طارمی           |
| ۱۰    | ایران | هافبک     | فرشاد احمدزاده       |
| ۱۱    | ایران | هافبک     | کمال کامیابی‌نیا      |
| ۱۲    | ایران | دروازه‌بان | ابوالفضل درویش‌وند**  |
| ۱۳    | ایران | مدافع     | حسین ماهینی کاپیتان۲ |
| ۱۵    | ایران | مدافع     | محمد انصاری          |
| ۱۸    | ایران | مدافع     | محسن ربیع‌خواه        |
| ۱۹    | ایران | هافبک     | وحید امیری           |
| ۲۰    | ایران | مدافع     | شاهین عباسیان**      |

| شماره |        | نقش       | بازیکن             |
| ----- | ------ | --------- | ------------------ |
| ۲۱    | ایران  | هافبک     | آدام همتی*         |
| ۲۳    | ایران  | مهاجم     | محمد امین اسدی**   |
| ۲۵    | ایران  | هافبک     | احسان علوان‌زاده    |
| ۲۶    | ایران  | هافبک     | سعید حسین پور**    |
| ۳۷    | ایران  | هافبک     | حمیدرضا طاهرخانی** |
| ۳۸    | ایران  | مدافع     | احسان حسینی**      |
| ۳۹    | ایران  | مهاجم     | احمد بهاروند**     |
| ۴۴    | کرواسی | دروازه‌بان | بوژیدار رادوشویچ   |
| ۶۹    | ایران  | مدافع     | شایان مصلح         |
| ۷۰    | ایران  | مهاجم     | علی علیپور         |
| ۷۷    | ایران  | هافبک     | محسن مسلمان        |
| ۸۸    | ایران  | هافبک     | سیامک نعمتی        |
| ۹۰    | نیجریه | مهاجم     | گادوین منشا        |

نیم فصل دوم
| شماره |       | نقش       | بازیکن               |
| ----- | ----- | --------- | -------------------- |
| ۱     | ایران | دروازه‌بان | علیرضا بیرانوند      |
| ۲     | ایران | مدافع     | صادق محرمی*          |
| ۳     | ایران | مدافع     | شجاع خلیل‌زاده        |
| ۴     | ایران | مدافع     | سید جلال حسینی       |
| ۵     | عراق  | هافبک     | بشار رسن*            |
| ۸     | ایران | هافبک     | احمد نوراللهی        |
| ۱۰    | ایران | هافبک     | فرشاد احمدزاده       |
| ۱۱    | ایران | هافبک     | کمال کامیابی‌نیا      |
| ۱۲    | ایران | دروازه‌بان | ابوالفضل درویش‌وند**  |
| ۱۳    | ایران | مدافع     | حسین ماهینی کاپیتان۲ |
| ۱۵    | ایران | مدافع     | محمد انصاری          |
| ۱۸    | ایران | مدافع     | محسن ربیع‌خواه        |
| ۱۹    | ایران | هافبک     | وحید امیری           |
| ۲۰    | ایران | مدافع     | شاهین عباسیان**      |

| شماره |        | نقش       | بازیکن             |
| ----- | ------ | --------- | ------------------ |
| ۲۱    | ایران  | هافبک     | آدام همتی*         |
| ۲۳    | ایران  | مهاجم     | محمد امین اسدی**   |
| ۲۵    | ایران  | هافبک     | احسان علوان‌زاده    |
| ۲۶    | ایران  | هافبک     | سعید حسین پور**    |
| ۳۷    | ایران  | هافبک     | حمیدرضا طاهرخانی** |
| ۳۸    | ایران  | مدافع     | احسان حسینی**      |
| ۳۹    | ایران  | مهاجم     | احمد بهاروند**     |
| ۴۴    | کرواسی | دروازه‌بان | بوژیدار رادوشویچ   |
| ۶۹    | ایران  | مدافع     | شایان مصلح         |
| ۷۰    | ایران  | مهاجم     | علی علیپور         |
| ۷۷    | ایران  | هافبک     | محسن مسلمان        |
| ۸۸    | ایران  | هافبک     | سیامک نعمتی        |
| ۹۰    | نیجریه | مهاجم     | گادوین منشا        |

#### لیست قرضی‌ها
شمارهٔ بازیکنان برای زمانی است که در تیم حضور داشته‌اند.
| شماره |       | نقش   | بازیکن                                                    |
| ----- | ----- | ----- | --------------------------------------------------------- |
| ۲     | ایران | هافبک | امید عالیشاه (در باشگاه تراکتورسازی تا تاریخ ۱۴ تیر ۱۳۹۷) |
| ۵     | ایران | مدافع | حامد آقایی (در باشگاه نفت تهران تا تیر ۱۳۹۷)              |

### ترکیب تیم در لیگ قهرمانان آسیا ۲۰۱۷
| شماره |       | نقش       | بازیکن               |
| ----- | ----- | --------- | -------------------- |
| ۱     | ایران | دروازه‌بان | علیرضا بیرانوند      |
| ۳     | ایران | مدافع     | شجاع خلیل‌زاده        |
| ۴     | ایران | مدافع     | سید جلال حسینی       |
| ۸     | ایران | هافبک     | احمد نوراللهی        |
| ۹     | ایران | مهاجم     | مهدی طارمی           |
| ۱۰    | ایران | هافبک     | فرشاد احمدزاده       |
| ۱۱    | ایران | هافبک     | کمال کامیابی‌نیا      |
| ۱۲    | ایران | دروازه‌بان | ابوالفضل درویش‌وند**  |
| ۱۳    | ایران | مدافع     | حسین ماهینی کاپیتان۲ |
| ۱۵    | ایران | مدافع     | محمد انصاری          |
| ۱۷    | ایران | مدافع     | صادق محرمی*          |
| ۱۸    | ایران | مدافع     | محسن ربیع‌خواه        |
| ۱۹    | ایران | هافبک     | وحید امیری           |
| ۲۰    | ایران | هافبک     | سیامک نعمتی          |

| شماره |        | نقش       | بازیکن             |
| ----- | ------ | --------- | ------------------ |
| ۲۱    | ایران  | هافبک     | آدام همتی*         |
| ۲۳    | ایران  | مهاجم     | محمدامین اسدی      |
| ۲۵    | ایران  | هافبک     | احسان علوان‌زاده    |
| ۲۶    | ایران  | هافبک     | سعید حسین پور**    |
| ۳۵    | ایران  | مدافع     | شاهین عباسیان**    |
| ۳۷    | ایران  | هافبک     | حمیدرضا طاهرخانی** |
| ۳۸    | ایران  | مدافع     | احسان حسینی**      |
| ۴۴    | کرواسی | دروازه‌بان | بوژیدار رادوشویچ   |
| ۵۵    | عراق   | هافبک     | بشار رسن*          |
| ۶۹    | ایران  | مدافع     | شایان مصلح         |
| ۷۰    | ایران  | مهاجم     | علی علیپور         |
| ۷۷    | ایران  | هافبک     | محسن مسلمان        |
| ۹۰    | نیجریه | مهاجم     | گادوین منشا        |

### ترکیب تیم در لیگ قهرمانان آسیا ۲۰۱۸
| شماره |       | نقش       | بازیکن               |
| ----- | ----- | --------- | -------------------- |
| ۱     | ایران | دروازه‌بان | علیرضا بیرانوند      |
| ۲     | ایران | مدافع     | صادق محرمی*          |
| ۳     | ایران | مدافع     | شجاع خلیل‌زاده        |
| ۴     | ایران | مدافع     | سید جلال حسینی       |
| ۵     | عراق  | هافبک     | بشار رسن*            |
| ۸     | ایران | هافبک     | احمد نوراللهی        |
| ۱۰    | ایران | هافبک     | فرشاد احمدزاده       |
| ۱۱    | ایران | هافبک     | کمال کامیابی‌نیا      |
| ۱۲    | ایران | دروازه‌بان | ابوالفضل درویش‌وند**  |
| ۱۳    | ایران | مدافع     | حسین ماهینی کاپیتان۲ |
| ۱۵    | ایران | مدافع     | محمد انصاری          |
| ۱۸    | ایران | مدافع     | محسن ربیع‌خواه        |
| ۱۹    | ایران | هافبک     | وحید امیری           |
| ۲۱    | ایران | هافبک     | آدام همتی*           |

| شماره |        | نقش       | بازیکن             |
| ----- | ------ | --------- | ------------------ |
| ۲۳    | ایران  | مهاجم     | محمد امین اسدی**   |
| ۲۵    | ایران  | مهاجم     | احسان علوان‌زاده    |
| ۲۶    | ایران  | هافبک     | سعید حسین پور**    |
| ۳۵    | ایران  | مدافع     | شاهین عباسیان**    |
| ۳۷    | ایران  | هافبک     | حمیدرضا طاهرخانی** |
| ۳۸    | ایران  | مدافع     | احسان حسینی**      |
| ۳۹    | ایران  | مهاجم     | احمد بهاروند**     |
| ۴۴    | کرواسی | دروازه‌بان | بوژیدار رادوشویچ   |
| ۶۹    | ایران  | مدافع     | شایان مصلح         |
| ۷۰    | ایران  | مهاجم     | علی علیپور         |
| ۷۷    | ایران  | هافبک     | محسن مسلمان        |
| ۸۸    | ایران  | هافبک     | سیامک نعمتی        |
| ۹۰    | نیجریه | مهاجم     | گادوین منشا        |

### شماتیک
- برانکو ایوانکوویچ از چندین ترکیب طی فصل ۹۷–۱۳۹۶ استفاده کرد که ترکیب‌های زیر مهم‌ترین آن‌ها هستند. در بعضی مسابقات جایگزین‌هایی نیز در ترکیب تیم مشاهده شد.

| بیرانوند ماهینی خلیل‌زاده حسینی انصاری کامیابی نیا مسلمان احمدزاده امیری علیپور طارمی |
| ترکیب پرسپولیس در فصل ۹۷–۱۳۹۶ (۴-۴-۱-۱)                                              |

| بیرانوند محرمی خلیل‌زاده انصاری ماهینی ربیع خواه مسلمان احمدزاده امیری منشأ طارمی |
| ترکیب پرسپولیس در فصل ۹۷–۱۳۹۶ (۴-۴-۲)                                            |

| بیرانوند محرمی خلیل‌زاده ماهینی مصلح ربیع خواه کامیابی نیا نعمتی امیری علیپور منشأ |
| ترکیب پرسپولیس در فصل ۹۷–۱۳۹۶ (۴-۴-۱-۱)                                           |

### تیم ملی
| بازیکن           | تیم ملی    | از تاریخ       | تا تاریخ       |
| ---------------- | ---------- | -------------- | -------------- |
| صادق محرمی       | زیر ۲۳ سال | ۶ تیر ۱۳۹۶     | ۱ مرداد ۱۳۹۶   |
| علیرضا بیرانوند  | ایران      | ۱ شهریور ۱۳۹۶  | ۱۵ شهریور ۱۳۹۶ |
| سید جلال حسینی   | ایران      | ۱ شهریور ۱۳۹۶  | ۱۵ شهریور ۱۳۹۶ |
| محمد انصاری      | ایران      | ۱ شهریور ۱۳۹۶  | ۱۵ شهریور ۱۳۹۶ |
| وحید امیری       | ایران      | ۱ شهریور ۱۳۹۶  | ۱۵ شهریور ۱۳۹۶ |
| مهدی طارمی       | ایران      | ۱ شهریور ۱۳۹۶  | ۱۵ شهریور ۱۳۹۶ |
| بشار رسن         | عراق       | ۱ شهریور ۱۳۹۶  | ۱۶ شهریور ۱۳۹۶ |
| حمیدرضا طاهرخانی | زیر ۲۰ سال | ۱۰ شهریور ۱۳۹۶ | ۲۲ شهریور ۱۳۹۶ |
| حمیدرضا طاهرخانی | زیر ۲۰ سال | ۲۶ شهریور ۲۰۱۶ | ۳ مهر ۱۳۹۶     |
| علیرضا بیرانوند  | ایران      | ۱۱ مهر ۱۳۹۶    | ۱۹ مهر ۱۳۹۶    |
| سید جلال حسینی   | ایران      | ۱۱ مهر ۱۳۹۶    | ۱۹ مهر ۱۳۹۶    |
| وحید امیری       | ایران      | ۱۱ مهر ۱۳۹۶    | ۱۹ مهر ۱۳۹۶    |
| مهدی طارمی       | ایران      | ۱۱ مهر ۱۳۹۶    | ۱۹ مهر ۱۳۹۶    |
| بشار رسن         | عراق       | ۱۱ مهر ۱۳۹۶    | ۱۵ مهر ۱۳۹۶    |

## نقل و انتقالات

### ورودی
| شماره | نقش   | نام            | سن | منتقل شده از     | پایان قرارداد | هزینهٔ انتقال | نوع انتقال  | فصل      | منبع   |
| ----- | ----- | -------------- | -- | ---------------- | ------------- | ------------ | ----------- | -------- | ------ |
| ۹۰    | مهاجم | گادوین منشا    | ۲۷ | پیکان            | ۱۳۹۸          | —            | انتقال      | تابستانی | [ ۸ ]  |
| ۳     | مدافع | شجاع خلیل‌زاده  | ۲۷ | سپاهان           | ۱۳۹۷          | —            | انتقال      | تابستانی | [ ۹ ]  |
| ۸۸    | هافبک | سیامک نعمتی    | ۲۳ | پیکان            | ۱۳۹۸          | —            | انتقال      | تابستانی | [ ۱۰ ] |
| ۶۹    | مدافع | شایان مصلح     | ۲۳ | سپیدرود رشت      | ۱۳۹۸          | —            | انتقال      | تابستانی | [ ۱۱ ] |
| ۲۰    | مدافع | شاهین عباسیان  | ۲۰ | فولاد            | ۱۳۹۹          | —            | انتقال      | تابستانی | [ ۱۲ ] |
| ۲۳    | مهاجم | محمد امین اسدی | ۱۸ | تیم پایه         | ۱۳۹۹          | —            | انتقال      | تابستانی | [ ۱۳ ] |
| ۳۸    | مدافع | احسان حسینی    | ۱۸ | تیم پایه         | ۱۳۹۹          | —            | انتقال      | تابستانی | [ ۱۳ ] |
| ۳۶    | هافبک | سعید حسین پور  | ۱۸ | پیکان            | ۱۳۹۹          | —            | انتقال      | تابستانی |        |
| ۲۱    | هافبک | آدام همتی      | ۲۲ | رایرسون رامز     | ۱۳۹۹          | —            | انتقال      | تابستانی |        |
| ۵     | هافبک | بشار رسن       | ۲۰ | نیروی هوایی عراق | ۱۳۹۸          | —            | انتقال      | تابستانی | [ ۱۴ ] |
| ۸     | هافبک | احمد نوراللهی  | ۲۵ | تراکتورسازی      | ۱۳۹۸          | —            | بازگشت قرضی | تابستانی | [ ۱۵ ] |

### خروجی
| شماره | نقش   | نام               | سن | انتقال به       | هزینهٔ انتقال | نوع انتقال | فصل      | منبع   |
| ----- | ----- | ----------------- | -- | --------------- | ------------ | ---------- | -------- | ------ |
| ۲۷    | مدافع | رامین رضاییان     | ۲۶ | اوستنده         | —            |            | تابستانی | [ ۱۶ ] |
| ۱۴    | مهاجم | شهاب زاهدی        | ۲۱ | ÍBV             | —            | قرضی       | تابستانی | [ ۱۷ ] |
| ۲۳    | مدافع | محمدامین آرام‌طبع  | ۳۱ | استقلال خوزستان | —            |            | تابستانی |        |
| ۸۸    | هافبک | سامان نریمان جهان | ۲۵ | گسترش فولاد     | —            |            | تابستانی | [ ۱۸ ] |
| ۶۶    | هافبک | شهاب کرمی         | ۲۶ | سپیدرود رشت     | —            |            | تابستانی | [ ۱۹ ] |
| ۷     | هافبک | سروش رفیعی        | ۲۷ | الخور           | —            |            | تابستانی | [ ۲۰ ] |
| ۲۹    | هافبک | محمد رحمتی        | ۲۲ | صبای قم         | —            |            | تابستانی |        |
| ۵     | مدافع | حامد آقایی        | ۱۹ | نفت تهران       | —            | قرضی       | تابستانی |        |
| ۲۸    | مهاجم | رضا کرملاچعب      | ۲۰ | استقلال خوزستان | —            | قرضی       | تابستانی |        |
| ۹     | مهاجم | مهدی طارمی        | ۲۵ | الغرافه         | —            |            | زمستانی  |        |

## بازی‌های دوستانه
برد
      مساوی
      باخت
      برنامه‌ریزی شده

### پیش فصل
| روز | میزبان | نتیجه | مهمان | مکان |

| ۱۳ تیر ۱۳۹۶                          | پرسپولیس                                                                  | ۶ – ۲ | امید پرسپولیس    | تهران                                |
| ساعت رسمی ایران (یوتی‌سی ۴:۳۰+) ۱۸:۱۰ | مسلمان ۴۲' · علیپور ۶۰' · حسین پور · علوان‌زاده ۷۶' · طاهرخانی ۸۵' · نعمتی | گزارش | بهاروند ۳۷'، ۴۳' | ورزشگاه: شهید کاظمی تماشاگران: ۲٬۵۰۰ |

| ۱۵ تیر ۱۳۹۶                          | کولوس کوالیکا | ۰ – ۴ | پرسپولیس                                             | کونچا زاسپا، اوکراین                 |
| ساعت رسمی ایران (یوتی‌سی ۴:۳۰+) ۲۰:۰۰ | هاوری لیوک    | گزارش | ۱۹' منشا · ۴۵' خلیل زاده · ۵۸' احمدزاده · ۹۰' علیپور | ورزشگاه: ورزشگاه کولوس تماشاگران: ۲۰ |

| ۱۸ تیر ۱۳۹۶                          | آرسنال کیف                                   | ۰ – ۰ | پرسپولیس                        | کونچا زاسپا، اوکراین |
| ساعت رسمی ایران (یوتی‌سی ۴:۳۰+) ۱۸:۳۰ | ?? · ?? · ?? · ?? · اولکساندر شفچنکو(سرمربی) | گزارش | '۳۶ حسینی رادوشویچ '۹۰+۱ علیپور |                      |

| ۲۱ تیر ۱۳۹۶                          | استال کامینسکی                                                            | ۳ – ۰ | پرسپولیس                                 | کونچا زاسپا، اوکراین |
| ساعت رسمی ایران (یوتی‌سی ۴:۳۰+) ۱۸:۳۰ | اورست کوزیک ۷' (پنالتی)، ۳۳' · اولکسی شبتون · ?? '۷۸ · بازیکن شماره ۵ '۸۵ | گزارش | احمدزاده · مسلمان · '۸۵ محرمی · طاهرخانی |                      |

### طول فصل
| روز دور | میزبان | نتیجه | مهمان | مکان |

| ۱۵ مرداد ۱۳۹۶                        | پرسپولیس                 | ۲ – ۱ | اروند خرمشهر           | تهران                              |
| ساعت رسمی ایران (یوتی‌سی ۴:۳۰+) ۱۸:۳۰ | طارمی ۴۱' · طاهرخانی ۶۲' | گزارش | مهدی نظری ۸۱' (پنالتی) | ورزشگاه: شهید کاظمی تماشاگران: ۲۰۰ |

| ۶ شهریور ۱۳۹۶                        | پرسپولیس                                                     | ۶ – ۰ | خوشه طلایی | تهران               |
| ساعت رسمی ایران (یوتی‌سی ۴:۳۰+) ۱۷:۳۰ | احمدزاده ۱۰'، ۲۳' · منشا ۲۲' · علیپور ۳۵'، ۴۶' · عباسیان ۷۹' | گزارش |            | ورزشگاه: شهید کاظمی |

| ۹ شهریور ۱۳۹۶ مسابقهٔ خیریه                                                   | شهدای رزکان نو | ۰ – ۳ | پرسپولیس                       | کرج                                                        |
| ساعت رسمی ایران (یوتی‌سی ۴:۳۰+) ۱۸:۵۰                                         |                | گزارش | علیپور ۴۶'، ۵۴' · نوراللهی ۶۸' | ورزشگاه: دکتر شریعتی تماشاگران: ۱۵۰۰ داور: میثم پورکریمیان |
| یادداشت: مسابقه در نیمهٔ اول با ۴۰ دقیقه و در نیمهٔ دوم با ۳۵ دقیقه برگزار شد. |                |       |                                |                                                            |

| ۱۵ آبان ۱۳۹۶                         | پرسپولیس                                          | ۵ – ۱ | شهرداری ورامین | تهران                                  |
| ساعت رسمی ایران (یوتی‌سی ۴:۳۰+) ۱۶:۰۵ | نعمتی ۴۰' · علیپور ۵۸'، ۶۵' · مصلح ۶۳' · اسدی ۸۸' | گزارش |                | ورزشگاه: شهید کاظمی تماشاگران: ۳۰۰ نفر |

| ۲۳ آبان ۱۳۹۶                         | پرسپولیس                        | ۵ – ۱ | پاراگ | تهران               |
| ساعت رسمی ایران (یوتی‌سی ۴:۳۰+) ۱۶:۰۰ | علیپور · منشا · همتی · نوراللهی | گزارش |       | ورزشگاه: شهید کاظمی |

| ۷ بهمن ۱۳۹۶                          | پرسپولیس                                                                                             | ۸ – ۱ | پاراگ | تهران               |
| ساعت رسمی ایران (یوتی‌سی ۴:۳۰+) ۱۲:۰۰ | امیری ۳۰'، ??'، ۶۵' · احمدزاده ۳۳' (پنالتی)، ۵۵' · علوان زاده ۶۲' (پنالتی) · مصلح ۷۰' · حسین پور ۷۴' | گزارش | ۲' ؟؟ | ورزشگاه: شهید کاظمی |

| ۲۵ بهمن ۱۳۹۶                         | پرسپولیس | ۱ – ۰ | شهاب | تهران               |
| ساعت رسمی ایران (یوتی‌سی ۴:۳۰+) ۱۵:۳۰ | مصلح     | گزارش |      | ورزشگاه: شهید کاظمی |

## رقابت‌ها

### بررسی مسابقات
| رقابت                  | اولین بازی    | آخرین بازی      | شروع دور        | جایگاه نهایی  | آمار | آمار | آمار | آمار | آمار | آمار | آمار | آمار  |
| رقابت                  | اولین بازی    | آخرین بازی      | شروع دور        | جایگاه نهایی  | بازی | ب    | ت    | ش    | گ‌ز   | گ‌خ   | ت‌گ   | % برد |
| ---------------------- | ------------- | --------------- | --------------- | ------------- | ---- | ---- | ---- | ---- | ---- | ---- | ---- | ----- |
| لیگ برتر               | ۵ مرداد ۱۳۹۶  | ۷ اردیبهشت ۱۳۹۷ | هفته اول        | قهرمان        | ۳۰   | ۱۹   | ۷    | ۴    | ۴۸   | ۱۵   | ۳۳+  | ۰۶۳   |
| جام حذفی               | ۲۹ مهر ۱۳۹۶   | ۲۸ آذر ۱۳۹۶     | یک‌شانزدهم نهایی | یک‌چهارم نهایی | ۳    | ۲    | ۰    | ۱    | ۵    | ۲    | ۳+   | ۰۶۷   |
| سوپرجام                | ۳۰ تیر ۱۳۹۶   |                 | فینال           | قهرمان        | ۱    | ۱    | ۰    | ۰    | ۳    | ۰    | ۳+   | ۱۰۰   |
| لیگ قهرمانان آسیا ۲۰۱۷ | ۳۱ مرداد ۱۳۹۶ | ۲۵ مهر ۱۳۹۶     | مرحله گروهی     | نیمه‌نهایی     | ۴    | ۱    | ۲    | ۱    | ۷    | ۹    | ۲−   | ۰۲۵   |
| لیگ قهرمانان آسیا ۲۰۱۸ | ۲۴ بهمن ۱۳۹۶  |                 | مرحله گروهی     |               | ۵    | ۳    | ۱    | ۱    | ۷    | ۳    | ۴+   | ۰۶۰   |
| مجموع                  | مجموع         | مجموع           | مجموع           | مجموع         | ۴۳   | ۲۶   | ۱۰   | ۷    | ۷۰   | ۲۹   | ۴۱+  | ۰۶۰   |

آخرین به‌روزرسانی در: ۲۴ اردیبهشت ۱۳۹۷

منبع: رقابت‌ها

### جدول لیگ
| رتبه | تیم             | بازی | برد | مساوی | باخت | گل زده | گل خورده | گل تفاضل | امتیاز | صعود یا سقوط                               |
| ---- | --------------- | ---- | --- | ----- | ---- | ------ | -------- | -------- | ------ | ------------------------------------------ |
| ۱    | پرسپولیس (ق)    | ۳۰   | ۱۹  | ۷     | ۴    | ۴۸     | ۱۵       | ۳۳+      | ۶۴     | صعود به مرحله گروهی لیگ قهرمانان آسیا ۲۰۱۹ |
| ۲    | ذوب‌آهن          | ۳۰   | ۱۵  | ۱۰    | ۵    | ۴۶     | ۳۰       | ۱۶+      | ۵۵     | صعود به مرحله پلی‌آف لیگ قهرمانان آسیا ۲۰۱۹ |
| ۳    | استقلال         | ۳۰   | ۱۵  | ۹     | ۶    | ۴۳     | ۱۸       | ۲۵+      | ۵۴     | صعود به مرحله گروهی لیگ قهرمانان آسیا ۲۰۱۹ |
| ۴    | سایپا           | ۳۰   | ۱۵  | ۹     | ۶    | ۴۰     | ۳۴       | ۶+       | ۵۴     | صعود به مرحله پلی‌آف لیگ قهرمانان آسیا ۲۰۱۹ |
| ۵    | پارس جنوبی جم   | ۳۰   | ۱۱  | ۱۴    | ۵    | ۳۴     | ۲۴       | ۱۰+      | ۴۷     |                                            |
| ۶    | پیکان           | ۳۰   | ۱۲  | ۹     | ۹    | ۳۲     | ۲۶       | ۶+       | ۴۵     |                                            |
| ۷    | فولاد           | ۳۰   | ۱۰  | ۱۴    | ۶    | ۲۸     | ۲۷       | ۱+       | ۴۴     |                                            |
| ۸    | صنعت نفت        | ۳۰   | ۱۰  | ۱۰    | ۱۰   | ۳۶     | ۳۶       | ۰        | ۴۰     |                                            |
| ۹    | گسترش فولاد     | ۳۰   | ۹   | ۱۰    | ۱۱   | ۲۴     | ۳۲       | ۸−       | ۳۷     |                                            |
| ۱۰   | تراکتورسازی     | ۳۰   | ۸   | ۱۰    | ۱۲   | ۲۸     | ۳۳       | ۵−       | ۳۴     |                                            |
| ۱۱   | پدیده           | ۳۰   | ۱۰  | ۹     | ۱۱   | ۳۳     | ۳۳       | ۰        | ۳۳     |                                            |
| ۱۲   | استقلال خوزستان | ۳۰   | ۷   | ۱۰    | ۱۳   | ۲۵     | ۴۲       | ۱۷−      | ۳۱     |                                            |
| ۱۳   | سپیدرود         | ۳۰   | ۸   | ۶     | ۱۶   | ۲۴     | ۳۹       | ۱۵−      | ۳۰     |                                            |
| ۱۴   | سپاهان          | ۳۰   | ۶   | ۱۱    | ۱۳   | ۳۱     | ۳۴       | ۳−       | ۲۹     |                                            |
| ۱۵   | نفت (س)         | ۳۰   | ۵   | ۹     | ۱۶   | ۲۳     | ۴۱       | ۱۸−      | ۲۴     | سقوط به لیگ آزادگان ۹۸–۱۳۹۷                |
| ۱۶   | سیاه‌جامگان (س)  | ۳۰   | ۲   | ۹     | ۱۹   | ۱۷     | ۴۸       | ۳۱−      | ۱۵     | سقوط به لیگ آزادگان ۹۸–۱۳۹۷                |

### عملکرد بازی‌های در خانه و بیرون
| مجموع | مجموع  | مجموع | مجموع | مجموع | مجموع | مجموع | مجموع | خانه | خانه | خانه | خانه | خانه | خانه | مهمان | مهمان | مهمان | مهمان | مهمان | مهمان |
| بازی  | امتیاز | پ     | ت     | ش     | گ‌ز    | گ‌خ    | ت‌گ    | پ    | ت    | ش    | گ‌ز   | گ‌خ   | ت‌گ   | پ     | ت     | ش     | گ‌ز    | گ‌خ    | ت‌گ    |
| ----- | ------ | ----- | ----- | ----- | ----- | ----- | ----- | ---- | ---- | ---- | ---- | ---- | ---- | ----- | ----- | ----- | ----- | ----- | ----- |
| ۳۰    | ۶۴     | ۱۹    | ۷     | ۴     | ۴۸    | ۱۵    | ۳۳+   | ۸    | ۵    | ۲    | ۲۱   | ۶    | ۱۵+  | ۱۱    | ۲     | ۲     | ۲۷    | ۹     | ۱۸+   |

آخرین بروزرسانی: ۷ آوریل ۲۰۱۸

منبع: سازمان لیگ

پ = پیروزی؛ ت = تساوی؛ ش = شکست؛ گ‌ز = گل زده؛ گ‌خ = گل خورده؛ ت‌گ = تفاضل گل

- آمار این جدول فقط مربوط به لیگ برتر است.

#### روند هفته به هفته
| هفته  | 1 | 2 | 3 | 4 | 5 | 6 | 7 | 8 | 9 | 10 | 11 | 12 | 13 | 14 | 15 | 16 | 17 | 18 | 19 | 20 | 21 | 22 | 23 | 24 | 25 | 26 | 27 | 28 | 29 | 30 |
| ----- | - | - | - | - | - | - | - | - | - | -- | -- | -- | -- | -- | -- | -- | -- | -- | -- | -- | -- | -- | -- | -- | -- | -- | -- | -- | -- | -- |
| زمین  | خ | ب | ب | خ | ب | خ | ب | خ | ب | خ  | ب  | خ  | ب  | خ  | ب  | ب  | خ  | خ  | ب  | خ  | ب  | خ  | ب  | خ  | ب  | خ  | ب  | خ  | ب  | خ  |
| نتیجه | پ | پ | پ | م | پ | ش | م | پ | پ | پ  | پ  | م  | پ  | پ  | پ  | م  | پ  | م  | پ  | م  | پ  | پ  | پ  | پ  | ش  | ش  | پ  | م  | ش  | پ  |
| رتبه  | 2 | 2 | 1 | 1 | 1 | 2 | 3 | 2 | 1 | 1  | 1  | 1  | 1  | 1  | 1  | 1  | 1  | 1  | 1  | 1  | 1  | 1  | 1  | 1  | 1  | 1  | 1  | 1  | 1  | 1  |

### بازی‌ها
- به دلایلی مانند لیگ قهرمانان آسیا، بازی‌های ملی یا وضعیت آب و هوایی، ممکن است زمان بازی‌ها تغییر کند.[۳۷][۳۸]

      برد       مساوی       باخت       تعویق
| روز هفته | میزبان | نتیجه | مهمان | مکان |

| ۵ مرداد ۱۳۹۶ هفته اول                   | پرسپولیس                                | ۲–۰              | فولاد               | تهران                                                        |
| ۲۱:۰۰ DST (UTC+۴:۳۰)                    | امیری ۹' · خلیل‌زاده ۵۳' · علیپور '۷ '۷۰ | گزارش خلاصه بازی | مبعلی '۱۸ ناصری '۵۸ | ورزشگاه: آزادی تماشاگران: ۳۰٬۰۰۰ نفر داور: محمدحسین زاهدی‌فرد |
| یادداشت: محسن مسلمان پاس گل دوم را داد. |                                         |                  |                     |                                                              |

| ۱۲ مرداد ۱۳۹۶ هفته دوم | تراکتور                | ۱–۲              | پرسپولیس                                    | تبریز                                                      |
| ۱۹:۳۰ DST (UTC+۴:۳۰)   | حاتمی ۴۱' · طاهران '۸۰ | گزارش خلاصه بازی | منشا ۱۵' · کامیابی نیا ۶۷' · بیرانوند '۲+۹۰ | ورزشگاه: یادگار امام تماشاگران: ۴۵٬۰۰۰ نفر داور: حسین زرگر |

| ۱۹ مرداد ۱۳۹۶ هفته سوم                                                                                | نفت تهران | ۰–۳              | پرسپولیس                                       | تهران                                                  |
| ۲۰:۴۵ DST (UTC+۴:۳۰)                                                                                  |           | گزارش خلاصه بازی | مسلمان '۳۸ · طارمی ۴۶'، ۸۸' '۷۸ · احمدزاده ۵۹' | ورزشگاه: تختی تماشاگران: ۲۳٬۰۰۰ نفر داور: علیرضا فغانی |
| یادداشت: گل اول با پاس محسن مسلمان، گل دوم با پاس مهدی طارمی و گل سوم با پاس سیامک نعمتی به ثمر رسید. |           |                  |                                                |                                                        |

| ۲۵ مرداد ۱۳۹۶ هفته چهارم             | پرسپولیس                    | ۱ – ۱ | سیاه جامگان              | تهران                                               |
| ساعت رسمی ایران (یوتی‌سی ۴:۳۰+) ۲۰:۴۵ | احمدزاده ۷' · خلیل زاده '۵۲ | گزارش | ۸۵' '۷۵ پناهی · '۹ عسگری | ورزشگاه: آزادی تماشاگران: ۴۲٫۰۰۰ داور: حمید حاج ملک |

| ۱۶ شهریور ۱۳۹۶ هفته پنجم                                                | گسترش فولاد | ۰–۳              | پرسپولیس                                          | تبریز                                                                         |
| ۱۷:۱۵ DST (UTC+۴:۳۰)                                                    |             | گزارش خلاصه بازی | محرمی '۱۴ · علیپور ۷۰' · احمدزاده ۷۲' · طارمی ۷۲' | ورزشگاه: بنیان دیزل (شهید سلیمانی) تماشاگران: ۲٬۱۰۲ نفر داور: موعود بنیادی فر |
| یادداشت: مهدی طارمی پاس گل اول و محسن مسلمان پاس گل دوم و سوم را دادند. |             |                  |                                                   |                                                                               |

| ۲۶ شهریور ۱۳۹۶ هفته ششم              | پرسپولیس      | ۰ – ۱ | پیکان                                | تهران                                               |
| ساعت رسمی ایران (یوتی‌سی ۴:۳۰+) ۲۰:۰۰ | خلیل زاده '۶۶ | گزارش | ۴' '۶ آقاخان · '۲۸ مومنی · '۶۱ کریمی | ورزشگاه: آزادی تماشاگران: ۴۰٫۰۰۰ داور: علیرضا فغانی |

| ۳۰ شهریور ۱۳۹۶ هفته هفتم             | سپاهان                   | ۲ – ۲ | پرسپولیس                        | اصفهان                                |
| ساعت رسمی ایران (یوتی‌سی ۴:۳۰+) ۲۰:۰۰ | حسین ۶۱' · علی محمدی ۸۵' | گزارش | ۳۹' (پنالتی) طارمی · ۷۴' علیپور | ورزشگاه: نقش جهان داور: اشکان خورشیدی |

| ۲۰ آذر ۱۳۹۶ هفته هشتم                                          | پرسپولیس                    | ۲–۰              | صنعت نفت | تهران                                                   |
| ۱۶:۱۵ DST (UTC+۴:۳۰)                                           | امیری '۶۸ · علیپور ۷۰'، ۸۸' | گزارش خلاصه بازی |          | ورزشگاه: آزادی تماشاگران: ۱۷٬۰۰۰ نفر داور: علیرضا فغانی |
| یادداشت: وحید امیری پاس گل اول و بشار رسن پاس گل دوم را دادند. |                             |                  |          |                                                         |

| ۲۰ مهر ۱۳۹۶ هفته نهم                                                                           | استقلال خوزستان             | ۱–۳              | پرسپولیس                                  | اهواز                                 |
| ۱۷:۰۰ DST (UTC+۴:۳۰)                                                                           | کرملاچعب ۳۴' · کولیبالی '۳۸ | گزارش خلاصه بازی | علیپور ۱۶'، ۱۸' · خلیل‌زاده ۲۴' · منشا '۳۹ | ورزشگاه: غدیر داور: محمدحسین زاهدی‌فرد |
| یادداشت: محسن مسلمان پاس گل دوم و حسین ماهینی پاس گل سوم را دادند و علی علیپور یک پنالتی گرفت. |                             |                  |                                           |                                       |

| ۴ آبان ۱۳۹۶ هفته دهم                | پرسپولیس                                                           | ۱–۰              | استقلال                                                                            | تهران                                                 |
| ۱۶:۴۰ DST (UTC+۴:۳۰)                | علیپور ۲۲' (پنالتی) · ربیع خواه '۳۴ · کامیابی نیا '۷۸ · ماهینی '۸۷ | گزارش خلاصه بازی | چشمی '۲۱ باقری '۵۰ ابراهیمی '۵۷ غفوری '۸۷ زکی پور '۸۹ اسماعیلی '۶+۹۰ شجاعیان '۶+۹۰ | ورزشگاه: آزادی تماشاگران: ۸۵٬۰۰۰ نفر داور: بیژن حیدری |
| یادداشت: علی علیپور یک پنالتی گرفت. |                                                                    |                  |                                                                                    |                                                       |

| ۹ آبان ۱۳۹۶ هفته یازدهم | سایپا       | ۰–۲              | پرسپولیس                                       | تهران                                                       |
| ۱۵:۰۰ DST (UTC+۴:۳۰)    | شجاعی '۳+۹۰ | گزارش خلاصه بازی | کنعانی‌زادگان '۲۰ · علیپور ۲۵' · کامیابی‌نیا '۴۴ | ورزشگاه: تختی تماشاگران: ۱۱٬۰۰۰ نفر داور: محمدحسین زاهدی‌فرد |

| ۲۹ آبان ۱۳۹۶ هفته دوازدهم            | پرسپولیس | ۰ – ۰ | پدیده شهرخودرو                   | تهران                                                |
| ساعت رسمی ایران (یوتی‌سی ۳:۳۰+) ۱۷:۳۰ |          | گزارش | '۷۴ صادقی '۸۴ خانزاده '۹۱ ایمانی | ورزشگاه: آزادی تماشاگران: ۱۸٬۰۰۰ نفر داور: حسین زرگر |

| ۴ آذر ۱۳۹۶ هفته سیزدهم                  | پارس جنوبی جم             | ۰–۱              | پرسپولیس                                           | جم                                                         |
| ۱۵:۰۰ DST (UTC+۴:۳۰)                    | پورامینی '۲۸ · فروزان '۶۷ | گزارش خلاصه بازی | امیری '۲۵ · مسلمان '۳۶ · بیرانوند '۶۷ · مصلح ۶+۹۰' | ورزشگاه: تختی جم تماشاگران: ۱۲٬۰۰۰ نفر داور: اشکان خورشیدی |
| یادداشت: کمال کامیابی‌نیا پاس گل را داد. |                           |                  |                                                    |                                                            |

| ۱۰ آذر ۱۳۹۶ هفته چهاردهم                                                                         | پرسپولیس                                              | ۴–۰              | ذوب‌آهن                              | تهران                                                        |
| ۱۵:۰۰ DST (UTC+۴:۳۰)                                                                             | علیپور ۲۲' · کامیابی‌نیا ۳۵' · منشا ۷۰' · احمدزاده ۷۹' | گزارش خلاصه بازی | تبریزی '۴۰ · استنلی '۶۷ · حسینی '۸۵ | ورزشگاه: آزادی تماشاگران: ۳۰٬۰۰۰ نفر داور: محمدحسین زاهدی‌فرد |
| یادداشت: وحید امیری پاس گل اول و چهارم، محسن مسلمان پاس گل دوم و علی علیپور پاس گل سوم را دادند. |                                                       |                  |                                     |                                                              |

| ۱۵ آذر ۱۳۹۶ هفته پانزدهم            | سپیدرود رشت | ۰–۱              | پرسپولیس                   | رشت                                  |
| ۱۵:۰۰ DST (UTC+۴:۳۰)                | کعبی '۸۱    | گزارش خلاصه بازی | علیپور ۸۲' · ربیع خواه '۸۴ | ورزشگاه: سردار جنگل داور: بیژن حیدری |
| یادداشت: محسن مسلمان پاس گل را داد. |             |                  |                            |                                      |

| ۳ دی ۱۳۹۶ هفته شانزدهم               | فولاد              | ۱ – ۱ | پرسپولیس                          | اهواز                                                    |
| ساعت رسمی ایران (یوتی‌سی ۳:۳۰+) ۱۴:۳۰ | لک '۱۵ · زهیوی ۸۹' |       | ۱۴' منشا · '۲۰ انصاری · '۸۷ حسینی | ورزشگاه: غدیر تماشاگران: ۸٬۰۰۰ نفر داور: موعود بنیادی فر |

| ۸ دی ۱۳۹۶ هفته هفدهم                                                       | پرسپولیس                    | ۲–۰              | تراکتور   | تهران                                                 |
| ۱۴:۳۰ DST (UTC+۴:۳۰)                                                       | علیپور ۴۵' · کامیابی‌نیا ۷۸' | گزارش خلاصه بازی | کیانی '۳۰ | ورزشگاه: آزادی تماشاگران: ۷۰٬۰۰۰ نفر داور: بیژن حیدری |
| یادداشت: گل اول با پاس محسن مسلمان و گل دوم با پاس علی علیپور به ثمر رسید. |                             |                  |           |                                                       |

| ۱۵ دی ۱۳۹۶ هفته هجدهم                | پرسپولیس                | ۰ – ۰ | نفت تهران      | تهران                                                     |
| ساعت رسمی ایران (یوتی‌سی ۳:۳۰+) ۱۶:۳۰ | مسلمان '۴۷ خلیل‌زاده '۸۸ |       | '۷۸ امیرکامدار | ورزشگاه: آزادی تماشاگران: بدون تماشاگر داور: سیدرضا مهدوی |

| ۲۲ دی ۱۳۹۶ هفته نوزدهم             | سیاه جامگان                        | ۰–۱              | پرسپولیس                                   | مشهد                                 |
| ۱۴:۳۰ DST (UTC+۴:۳۰)               | امرایی '۴۳ عسکری '۷۹ عمران‌زاده '۸۶ | گزارش خلاصه بازی | ربیع‌خواه '۷۸ · کامیابی‌نیا '۸۳ · علیپور ۹۰' | ورزشگاه: ثامن‌الائمه داور: پیام حیدری |
| یادداشت: وحید امیری پاس گل را داد. |                                    |                  |                                            |                                      |

| ۲۸ دی ۱۳۹۶ هفته بیستم                | پرسپولیس                                                        | ۱ – ۱ | گسترش فولاد                 | تهران                                                      |
| ساعت رسمی ایران (یوتی‌سی ۳:۳۰+) ۱۵:۳۰ | نعمتی ۹۵' · حسینی '۶۱ · احمدزاده '۶۴ · امیری '۸۲ · رادوشویچ '۹۶ |       | ۷۴' فرهادی · '۶۴ '۸۷ معبودی | ورزشگاه: آزادی تماشاگران: ۲۵٬۰۰۰ نفر داور: محمدرضا اکبریان |

| ۶ بهمن ۱۳۹۶ هفته بیست و یکم                                         | پیکان                                                                     | ۱–۳              | پرسپولیس                                              | شهرقدس                                                     |
| ۱۵:۳۰ DST (UTC+۴:۳۰)                                                | کنت ایکه چوکو '۴۵ · صادقی '۵۶ · شیری ۵۹' · آرفنگ دافه '۸۰ · مشکل‌پور '۳+۹۰ | گزارش خلاصه بازی | منشا ۱۰' · علیپور ۱۳'، ۸۳' · نعمتی '۵۱ · خلیل‌زاده '۷۶ | ورزشگاه: شهدای شهرقدس تماشاگران: ۸٬۰۰۰ نفر داور: علی صفایی |
| یادداشت: صادق محرمی پاس گل اول و احمد نوراللهی پاس گل سوم را دادند. |                                                                           |                  |                                                       |                                                            |

| ۱۳ بهمن ۱۳۹۶ هفته بیست و دوم               | پرسپولیس                                     | ۲–۰              | سپاهان              | تهران                                                       |
| ۱۵:۵۰ DST (UTC+۴:۳۰)                       | علیپور ۱۰' · احمدزاده '۵۵ · خلیل‌زاده ۶۸' '۸۴ | گزارش خلاصه بازی | آقایی '۳۳ شریفی '۵۱ | ورزشگاه: آزادی تماشاگران: ۴۵٬۰۰۰ نفر داور: محمدحسین زاهدی‌فر |
| یادداشت: فرشاد احمدزاده پاس گل دوم را داد. |                                              |                  |                     |                                                             |

| ۱۸ بهمن ۱۳۹۶ هفته بیست و سوم                 | صنعت نفت               | ۰–۳              | پرسپولیس                                     | آبادان                                                      |
| ۱۷:۰۰ DST (UTC+۴:۳۰)                         | بغلانی '۶۲ باتیستا '۷۸ | گزارش خلاصه بازی | احمدزاده ۱۳' · علیپور ۲۷'، ۵۴' · حسینی '۱+۹۰ | ورزشگاه: تختی آبادان تماشاگران: ۱۳٬۰۰۰ نفر داور: بیژن حیدری |
| یادداشت: وحید امیری پاس گل اول و سوم را داد. |                        |                  |                                              |                                                             |

| ۵ اسفند ۱۳۹۶ هفته بیست و چهارم         | پرسپولیس            | ۱–۰              | استقلال خوزستان               | تهران                                                  |
| ۱۸:۳۰ DST (UTC+۴:۳۰)                   | نعمتی ۳۷' · رسن '۵۱ | گزارش خلاصه بازی | نصاری '۳۹ کعبی '۵۹ شریفات '۶۶ | ورزشگاه: آزادی تماشاگران: ۱۵٬۰۰۰ نفر داور: کوپال ناظمی |
| یادداشت: فرشاد احمدزاده پاس گل را داد. |                     |                  |                               |                                                        |

| ۱۰ اسفند ۱۳۹۶ هفته بیست و پنجم       | استقلال                                                      | ۱ – ۰ | پرسپولیس | تهران                                                                      |
| ساعت رسمی ایران (یوتی‌سی ۳:۳۰+) ۱۵:۳۰ | غفوری ۴۴' · تیام '۴۵ · غفوری '۵۲ · اسماعیلی '۵۴ · جباروف '۷۷ |       |          | ورزشگاه: آزادی تماشاگران: ۸۰٬۰۰۰ داور: علیرضا فغانی مرد مسابقه: وریا غفوری |

| ۹ فروردین ۱۳۹۷ هفته بیست و ششم       | پرسپولیس                           | ۱ – ۲ | سایپا                                             | تهران                                                    |
| ساعت رسمی ایران (یوتی‌سی ۴:۳۰+) ۱۸:۴۵ | نعمتی '۶ · علیپور ۷۵' · ماهینی '۹۲ |       | رمضانی ۲۲' · خالدی ۲۵' · علیاری '۵۸ · کلانتری '۹۴ | ورزشگاه: آزادی تماشاگران: ۶۰٬۰۰۰ نفر داور: اشکان خورشیدی |

| ۱۸ فروردین ۱۳۹۷ هفته بیست و هفتم   | پدیده شهرخودرو | ۰–۱              | پرسپولیس                                | مشهد                                                       |
| ۱۷:۰۰ DST (UTC+۴:۳۰)               | خلعتبری '۵۱    | گزارش خلاصه بازی | کامیابی‌نیا '۲۱ · علیپور '۵۲ · امیری ۷۷' | ورزشگاه: ثامن‌الائمه تماشاگران: ۱۵٬۰۰۰ نفر داور: بیژن حیدری |
| یادداشت: صادق محرمی پاس گل را داد. |                |                  |                                         |                                                            |

| ۲۲ فروردین ۱۳۹۷ هفته بیست و هشتم     | پرسپولیس                       | ۱ – ۱ | پارس جنوبی جم | تهران                                                  |
| ساعت رسمی ایران (یوتی‌سی ۴:۳۰+) ۲۱:۱۵ | کامیابی نیا ۹۰' · احمدزاده '۴۴ |       | صالحی ۵۶'     | ورزشگاه: آزادی تماشاگران: ۱۵٬۰۰۰ داور: سعید رحیمی مقدم |

| ۲ اردیبهشت ۱۳۹۷ هفته بیست و نهم      | ذوب‌آهن                    | ۲ – ۱ | پرسپولیس                | فولادشهر                                            |
| ساعت رسمی ایران (یوتی‌سی ۴:۳۰+) ۱۸:۰۰ | فخرالدینی ۷۰' · کیروش ۸۷' |       | ۴۸' علیپور · '۳۱ انصاری | ورزشگاه: فولادشهر تماشاگران: ۱۲٬۰۰۰ داور: حسین زرگر |

| ۷ اردیبهشت ۱۳۹۷ هفته سی‌ام                                                                             | پرسپولیس                                               | ۳–۰              | سپیدرود رشت  | تهران                                                  |
| ۱۹:۱۵ DST (UTC+۴:۳۰)                                                                                  | انصاری ۳۱' · احمدزاده ۴۹' · محرمی '۶۹ · کامیابی‌نیا ۸۴' | گزارش خلاصه بازی | نورمحمدی '۳۳ | ورزشگاه: آزادی تماشاگران: ۶۸٬۰۰۰ نفر داور: مهدی سیدعلی |
| یادداشت: گل اول با پاس وحید امیری، گل دوم با پاس گادوین منشا و گل سوم با پاس محسن مسلمان به ثمر رسید. |                                                        |                  |              |                                                        |

### جام حذفی
برد
      مساوی
      باخت
| روز دور | میزبان | نتیجه | مهمان | مکان |

| ۲۹ مهر ۱۳۹۶ یک‌شانزدهم نهایی          | پرسپولیس                                          | ۲–۰              | نفت تهران                               | تهران                                                                                    |
| ساعت رسمی ایران (یوتی‌سی ۳:۳۰+) ۱۶:۴۵ | خلیل‌زاده '۶۳ · منشا ۷۳' · علیپور ۸۳' (پنالتی) '۹۰ | گزارش خلاصه بازی | بیگ‌زاده '۳۵ · آقازمانی '۶۲ · آل‌کثیر '۹۱ | ورزشگاه: آزادی تماشاگران: ۱۵٬۰۰۰ نفر داور: مهدی سیدعلی مرد مسابقه: علی علیپور (پرسپولیس) |

| ۲۴ آذر ۱۳۹۶ یک‌هشتم نهایی             | بادران تهران              | ۰–۲              | پرسپولیس                             | تهران                                                |
| ساعت رسمی ایران (یوتی‌سی ۳:۳۰+) ۱۶:۱۵ | افشار '۳۴ · رضایی '۳۵ ۴۰' | گزارش خلاصه بازی | منشا '۲۱ ۳۶' (پنالتی) · خلیل‌زاده ۵۴' | ورزشگاه: آزادی تماشاگران: ۲۵٬۰۰۰ نفر داور: حسن اکرمی |

| ۲۸ آذر ۱۳۹۶ یک‌چهارم نهایی                                                                        | پرسپولیس     | ۱ – ۱ (و.ا.) (۴ - ۵ پنالتی)                                                                                  | صنعت نفت        | تهران                                                   |
| ساعت رسمی ایران (یوتی‌سی ۳:۳۰+) ۱۴:۳۰                                                             | احمدزاده ۲۸' | | عبدالله‌زاده ۴۸' | ورزشگاه: آزادی تماشاگران: ۶٬۰۰۰ نفر داور: اشکان خورشیدی |
|                                                                                                  | ضربات پنالتی | |                 |                                                         |
| - گادوین منشا - حسین ماهینی - بشار رسن - محمد انصاری - علی علیپور - محسن ربیع خواه - سیامک نعمتی |              | - حسین بغلانی - مسعود ابراهیم زاده - زبیر نیک نفس - لوسیانو پریرا - طالب ریکانی - آگوستو سزار - مگنو باتیستا |                 |                                                         |

### سوپر جام
برد
      باخت
| روز | میزبان | نتیجه | مهمان | مکان |

| ۳۰ تیر ۱۳۹۶ سوپرجام                                                 | پرسپولیس                                            | ۳–۰              | نفت تهران | تهران                                                 |
| ۲۱:۰۰ DST (UTC+۴:۳۰)                                                | علیپور ۱۷' · مسلمان ۶۵' · احمدزاده '۴۲ ۸۴' (پنالتی) | گزارش خلاصه بازی |           | ورزشگاه: آزادی تماشاگران: ۴۰٬۰۰۰ نفر داور: بیژن حیدری |
| یادداشت: علی علیپور پاس گل دوم را داد و سیامک نعمتی یک پنالتی گرفت. |                                                     |                  |           |                                                       |

یادداشت‌ها
1. ^ نفت تهران/طلائیه: تیم فوتبال نفت که متعلق به شرکت بهنام پیشرو بود و با نام نفت تهران در مسابقات حاضر می‌شد، پس از واگذاری به شرکت نفتی پارس طلائیه، تغییر نام داد و از تاریخ ۱۳۹۶/۰۶/۱۲، نام این تیم باشگاه فوتبال نفت طلائیه می‌باشد. در مکان‌هایی که نفت تهران نوشته شده مربوط به دورانی است که این باشگاه با نام نفت تهران در مسابقات حضور داشته و در مکان‌های دیگر که نام نفت طلائیه مشاهده می‌شود مربوط به بعد از تاریخ مذکور می‌باشد.[۵۱][۵۲]

### لیگ قهرمانان آسیا ۲۰۱۷
برد
      مساوی
      باخت
| ۳۱ مرداد ۱۳۹۶ ۱/۴ (رفت) | پرسپولیس                    | ۲–۲              | الاهلی                                         | مسقط، عمان                                                                                   |
| ساعت رسمی ایران (یوتی‌سی ۴:۳۰+) ۲۰:۳۰ | خلیل‌زاده ۷۲' '۸۶ · منشا ۸۴' | گزارش خلاصه بازی | عمر السومه ۲' · صالح العمری '۴۱ · لئوناردو ۵۸' | ورزشگاه: سلطان قابوس تماشاگران: ۶٬۵۰۰ نفر داور: ادهم مخادمه مرد مسابقه: صالح العمری (الاهلی) |
| یادداشت: در آن دوران مسابقات بین نمایندگان ایران و نمایندگان عربستان سعودی به دلیل روابط ایران و عربستان سعودی در کشور سوم برگزار می‌شد. در این بازی گلهای اول و دوم با پاس علی علیپور به ثمر رسیدند. |                             |                  |                                                |                                                                                              |

| ۲۱ شهریور ۱۳۹۶ ۱/۴ (برگشت) | الاهلی                                | ۱–۳ (۳ – ۵ گ.ح.) | پرسپولیس | ابوظبی، امارات                                                                                 |
| ساعت رسمی ایران (یوتی‌سی ۴:۳۰+) ۱۹:۴۵ | باخشوین '۳۶ · العمری ۵۲' · هوساوی '۸۱ | گزارش خلاصه بازی | علیپور '۵ · کامیابی‌نیا '۱۲ · احمدزاده '۳۷ · ماهینی '۵۷ · انصاری '۷۷ · منشا ۸۲' (پنالتی) · طارمی ۴+۹۰' (پنالتی) | ورزشگاه: محمد بن زاید تماشاگران: ۵٬۸۲۰ نفر داور: ما نینگ مرد مسابقه: محسن ربیع خواه (پرسپولیس) |
| یادداشت: در آن دوران مسابقات بین نمایندگان ایران و نمایندگان عربستان سعودی به دلیل روابط ایران و عربستان سعودی در کشور سوم برگزار می‌شد. در این بازی محسن مسلمان پاس گل اول را داد و شایان مصلح و بشار رسن دو پنالتی گرفتند. |                                       |                  | |                                                                                                |

| ۴ مهر ۱۳۹۶ نیمه‌نهایی (رفت) | الهلال                                                        | ۴–۰              | پرسپولیس   | ابوظبی، امارات                                                                                  |
| ساعت رسمی ایران (یوتی‌سی ۴:۳۰+) ۱۹:۳۰ | خربین ۳۱'، ۵۴'، ۸۱' · الشهرانی ۴۰' · عطیف '۴۸ '۴۹ · الفرج '۸۴ | گزارش خلاصه بازی | ماهینی '۸۷ | ورزشگاه: محمد بن زاید تماشاگران: ۱۱٬۳۲۱ نفر داور: کیم جونگ-هیئوک مرد مسابقه: عمر خربین (الهلال) |
| یادداشت: در آن دوران مسابقات بین نمایندگان ایران و نمایندگان عربستان سعودی به دلیل روابط ایران و عربستان سعودی در کشور سوم برگزار می‌شد. |                                                               |                  |            |                                                                                                 |

| ۲۵ مهر ۱۳۹۶ نیمه‌نهایی (برگشت) | پرسپولیس                   | ۲–۲ (۲ – ۶ گ.ح.) | الهلال                  | مسقط، عمان                                                                                    |
| ساعت رسمی ایران (یوتی‌سی ۴:۳۰+) ۲۰:۰۰ | منشا ۱۷'، ۶۲' · انصاری '۲۷ | گزارش خلاصه بازی | خربین ۳۰' (پنالتی)، ۷۶' | ورزشگاه: سلطان قابوس تماشاگران: ۳٬۲۵۰ نفر داور: احمد الکاف مرد مسابقه: گادوین منشا (پرسپولیس) |
| یادداشت: در آن دوران مسابقات بین نمایندگان ایران و نمایندگان عربستان سعودی به دلیل روابط ایران و عربستان سعودی در کشور سوم برگزار می‌شد. |                            |                  |                         |                                                                                               |

### لیگ قهرمانان آسیا ۲۰۱۸
برد
      مساوی
      باخت

#### گروه C
| تیم      | بازی | برد | مساوی | باخت | گل‌زده | گل‌خورده | تفاضل‌گل | امتیاز |
| -------- | ---- | --- | ----- | ---- | ----- | ------- | ------- | ------ |
| پرسپولیس | ۶    | ۴   | ۱     | ۱    | ۸     | ۳       | ۵+      | ۱۳     |
| السد     | ۶    | ۴   | ۰     | ۲    | ۱۱    | ۵       | ۶+      | ۱۲     |
| نسف قرشی | ۶    | ۳   | ۱     | ۲    | ۴     | ۸       | ۴–      | ۱۰     |
| الوصل    | ۶    | ۰   | ۰     | ۶    | ۳     | ۱۰      | ۷–      | ۰      |

| پرسپولیس | السد | نسف قرشی | الوصل |
| -------- | ---- | -------- | ----- |
| —        | ۱–۰  | ۳–۰      | ۲–۰   |
| ۳–۱      | —    | ۴–۰      | ۲–۱   |
| ۰–۱      | ۱–۲  | —        | ۱–۰   |
| ۰–۰      | ۱–۰  | ۱–۲      | —     |

#### بازی‌های دور گروهی
| روز دور | میزبان | نتیجه | مهمان | مکان |

| ۲۴ بهمن ۱۳۹۶ هفته اول                                                                                  | پرسپولیس                   | ۳–۰              | نسف قرشی                | تهران، ایران                                                                             |
| ۱۷:۱۵ DST (UTC+۴:۳۰)                                                                                   | منشا ۲۰' · علیپور ۶۶'، ۷۱' | گزارش خلاصه بازی | موخیدینوف '۳۸ لوکیچ '۶۳ | ورزشگاه: آزادی تماشاگران: ۲۵٬۸۳۰ نفر داور: کیم دونگ‌جین مرد مسابقه: علی علیپور (پرسپولیس) |
| یادداشت: گل اول با پاس وحید امیری، گل دوم با پاس صادق محرمی و گل سوم با پاس محمد انصاری به ثمر رسیدند. |                            |                  |                         |                                                                                          |

| ۱ اسفند ۱۳۹۶ هفته دوم | السد                           | ۳–۱              | پرسپولیس                                              | دوحه، قطر                                                                                        |
| ۱۹:۰۰ DST (UTC+۴:۳۰)  | بونجاح ۳۶'، ۵۱' · خوخی ۶۶' '۸۰ | گزارش خلاصه بازی | خلیل‌زاده '۳۵ · احمدزاده '۶۰ · حسینی '۷۵ · نعمتی ۴+۹۰' | ورزشگاه: جاسم بن حمد تماشاگران: ۵٬۸۴۲ نفر داور: محمد تقی الجعفری مرد مسابقه: بغداد بونجاح (السد) |

| ۱۴ اسفند ۱۳۹۶ هفته سوم                                                | پرسپولیس                                          | ۲–۰              | الوصل | تهران، ایران                                                                              |
| ۱۷:۱۵ DST (UTC+۴:۳۰)                                                  | احمدزاده ۳۶' · علیپور ۴۱' (پنالتی) · بیرانوند '۸۷ | گزارش خلاصه بازی |       | ورزشگاه: آزادی تماشاگران: ۳۳٬۱۷۰ نفر داور: علی صباح مرد مسابقه: فرشاد احمدزاده (پرسپولیس) |
| یادداشت: سیدجلال حسینی پاس گل اول را داد و علی علیپور یک پنالتی گرفت. |                                                   |                  |       |                                                                                           |

| ۲۲ اسفند ۱۳۹۶ هفته چهارم            | الوصل                              | ۰–۱              | پرسپولیس                        | دبی، امارات                                                                             |
| ۱۸:۴۵ DST (UTC+۴:۳۰)                | النقبی '۱۷ الزعابی '۲۱ الجنیبی '۳۱ | گزارش خلاصه بازی | کامیابی‌نیا ۳۷' · خلیل‌زاده '۲+۴۵ | ورزشگاه: زعبیل تماشاگران: ۵٬۸۴۱ نفر داور: ما نینگ مرد مسابقه: فرشاد احمدزاده (پرسپولیس) |
| یادداشت: حسین ماهینی پاس گل را داد. |                                    |                  |                                 |                                                                                         |

| ۱۳ فروردین ۱۳۹۷ هفته پنجم | نسف قرشی   | ۰–۰              | پرسپولیس                    | نخشب، ازبکستان                                                                                         |
| ۱۹:۰۰ DST (UTC+۴:۳۰)      | گانیوف '۷۶ | گزارش خلاصه بازی | ربیع‌خواه '۸۳ نوراللهی '۴+۹۰ | ورزشگاه: مرکزی قرشی تماشاگران: ۱۸٬۳۴۹ نفر داور: علی عبدالنبی مرد مسابقه: اودیلجون هامرابکوف (نسف قرشی) |

| ۲۷ فروردین ۱۳۹۷ هفته ششم | پرسپولیس                                           | ۱–۰              | السد              | تهران، ایران                                                                                      |
| ۱۹:۳۰ DST (UTC+۴:۳۰)     | پورعلی‌گنجی '۳ نعمتی '۳۸ حسینی '۱+۴۵ خلیل‌زاده '۵+۹۰ | گزارش خلاصه بازی | میگل '۴۳ ژاوی '۷۳ | ورزشگاه: آزادی تماشاگران: ۳۲٬۱۷۰ نفر داور: کریشانتها دیلان پررا مرد مسابقه: صادق محرمی (پرسپولیس) |

#### بازی‌های دور حذفی
| ۱۷ اردیبهشت ۱۳۹۷ ۱/۸ (رفت) | الجزیره                                                             | ۳–۲              | پرسپولیس                                         | ابوظبی، امارات                                                                                   |
| ۲۰:۰۰ DST (UTC+۴:۳۰)       | رشید '۱۷ · مبخوت ۵۲' · رومارینیو '۶۹ ۷۷' · بوصوفه '۸۸ · مبارک ۶+۹۰' | گزارش خلاصه بازی | کامیابی نیا '۱۱ · علیپور ۴۲' · منشا ۸۴' (پنالتی) | ورزشگاه: محمد بن زاید تماشاگران: ۵٬۸۲۱ نفر داور: هیرویوکی کیمورا مرد مسابقه: علی مبخوت (الجزیره) |

| ۲۴ اردیبهشت ۱۳۹۷ ۱/۸ (برگشت)                                                    | پرسپولیس                                                         | ۲–۱ (۴–۴ گ.ح.)   | الجزیره       | تهران، ایران                                                                             |
| ۱۹:۳۰ DST (UTC+۴:۳۰)                                                            | ماهینی '۴۵ · نعمتی '۴۹ · احمدزاده '۶۰ · نوراللهی ۶۳' · حسینی ۸۹' | گزارش خلاصه بازی | رومارینیو ۷۰' | ورزشگاه: آزادی تماشاگران: ۹۰٬۰۰۰ نفر داور: ما نینگ مرد مسابقه: سید جلال حسینی (پرسپولیس) |
| یادداشت: پرسپولیس با قانون گل زده در خانه حریف به مرحله یک‌چهارم نهایی صعود کرد. |                                                                  |                  |               |                                                                                          |

## آمار

### گلزنان
| رتبه                      | ش.         | ملیت       | پست        | نام بازیکن      | لیگ | حذفی | آسیا ۲۰۱۷ | آسیا ۲۰۱۸ | سوپرجام | مجموع |
| ------------------------- | ---------- | ---------- | ---------- | --------------- | --- | ---- | --------- | --------- | ------- | ----- |
|                           | ۷۰         | ایران      | FW         | علی علیپور      | ۱۹  | ۱    | ۱         | ۳         | ۱       | ۲۴    |
|                           | ۹۰         | نیجریه     | FW         | گادوین منشا     | ۴   | ۲    | ۴         | ۱         |         | ۱۱    |
|                           | ۱۰         | ایران      | MF         | فرشاد احمدزاده  | ۵   | ۱    |           | ۱         | ۱       | ۸     |
|                           | ۹          | ایران      | FW         | مهدی طارمی      | ۴   |      | ۱         |           |         | ۵     |
|                           | ۳          | ایران      | DF         | شجاع خلیل‌زاده   | ۳   | ۱    | ۱         |           |         | ۵     |
|                           | ۱۱         | ایران      | MF         | کمال کامیابی‌نیا | ۳   |      |           | ۱         |         | ۴     |
|                           | ۸۸         | ایران      | MF         | سیامک نعمتی     | ۲   |      |           | ۱         |         | ۳     |
|                           | ۱۹         | ایران      | MF         | وحید امیری      | ۲   |      |           |           |         | ۲     |
|                           | ۷۷         | ایران      | MF         | محسن مسلمان     |     |      |           |           | ۱       | ۱     |
|                           | ۶۹         | ایران      | DF         | شایان مصلح      | ۱   |      |           |           |         | ۱     |
| گل به خودی                | گل به خودی | گل به خودی | گل به خودی | گل به خودی      | ۱   |      |           |           |         | ۱     |
| مجموع                     | مجموع      | مجموع      | مجموع      | مجموع           | ۴۳  | ۵    | ۷         | ۶         | ۳       | ۶۴    |
| بروزرسانی: ۹ فروردین ۱۳۹۷ |            |            |            |                 |     |      |           |           |         |       |

### پاسورها
| رتبه                     | ش.    | ملیت  | پست   | نام بازیکن      | لیگ | حذفی | آسیا ۲۰۱۷ | آسیا ۲۰۱۸ | سوپرجام | مجموع |
| ------------------------ | ----- | ----- | ----- | --------------- | --- | ---- | --------- | --------- | ------- | ----- |
| ۱                        | ۷۷    | ایران | MF    | محسن مسلمان     | ۱۰  | ۰    | ۰         | ۰         | ۱       | ۱۰    |
| ۲                        | ۱۹    | ایران | MF    | وحید امیری      | ۷   | ۰    | ۰         | ۱         | ۰       | ۷     |
| ۳                        | ۷۰    | ایران | FW    | علی علیپور      | ۲   | ۰    | ۲         | ۰         | ۰       | ۴     |
| ۳                        | ۱۰    | ایران | MF    | فرشاد احمدزاده  | ۳   | ۰    | ۰         | ۰         | ۱       | ۴     |
| ۵                        | ۲     | ایران | DF    | صادق محرمی      | ۲   | ۰    | ۰         | ۱         | ۰       | ۳     |
| ۶                        | ۱۵    | ایران | DF    | محمد انصاری     | ۰   | ۱    | ۰         | ۱         | ۰       | ۲     |
| ۶                        | ۱۳    | ایران | DF    | حسین ماهینی     | ۱   | ۰    | ۰         | ۱         | ۰       | ۲     |
| ۸                        | ۸     | ایران | MF    | احمد نوراللهی   | ۱   | ۰    | ۰         | ۰         | ۰       | ۱     |
| ۸                        | ۸۸    | ایران | MF    | سیامک نعمتی     | ۱   | ۰    | ۰         | ۰         | ۰       | ۱     |
| ۸                        | ۴     | ایران | DF    | سید جلال حسینی  | ۰   | ۰    | ۰         | ۱         | ۰       | ۱     |
| ۸                        | ۵     | عراق  | MF    | بشار رسن        | ۱   | ۰    | ۰         | ۰         | ۰       | ۱     |
| ۸                        | ۱۱    | ایران | MF    | کمال کامیابی‌نیا | ۱   | ۰    | ۰         | ۰         | ۰       | ۱     |
| ۸                        | ۶۹    | ایران | DF    | شایان مصلح      | ۱   | ۰    | ۰         | ۰         | ۰       | ۱     |
| ۸                        | ۹     | ایران | FW    | مهدی طارمی      | ۱   | ۰    | ۰         | ۰         | ۰       | ۱     |
| مجموع                    | مجموع | مجموع | مجموع | مجموع           | ۲۸  | ۱    | ۲         | ۳         | ۲       | ۳۶    |
| بروزرسانی: ۲۲ اسفند ۱۳۹۶ |       |       |       |                 |     |      |           |           |         |       |

### دروازه‌بانی
|                            |        |        |                   | لیگ برتر | لیگ برتر | لیگ برتر | جام حذفی | جام حذفی | جام حذفی | لیگ قهرمانان آسیا ۲۰۱۷ | لیگ قهرمانان آسیا ۲۰۱۷ | لیگ قهرمانان آسیا ۲۰۱۷ | لیگ قهرمانان آسیا ۲۰۱۸ | لیگ قهرمانان آسیا ۲۰۱۸ | لیگ قهرمانان آسیا ۲۰۱۸ | سوپرجام | سوپرجام | سوپرجام | مجموع | مجموع | مجموع |
| رتبه                       | ش      | مل     | نام بازیکن        | م        | گ        | ک        | م        | گ        | ک        | م                      | گ                      | ک                      | م                      | گ                      | ک                      | م       | گ       | ک       | م     | گ     | ک     |
| -------------------------- | ------ | ------ | ----------------- | -------- | -------- | -------- | -------- | -------- | -------- | ---------------------- | ---------------------- | ---------------------- | ---------------------- | ---------------------- | ---------------------- | ------- | ------- | ------- | ----- | ----- | ----- |
| ۱                          | ۱      | ایران  | علیرضا بیرانوند   | ۲۴       | ۹        | ۱۶       | ۳        | ۲        | ۱        | ۴                      | ۹                      | ۰                      | ۵                      | ۳                      | ۴                      | ۱       | ۰       | ۱       | ۳۷    | ۲۳    | ۲۲    |
| ۵                          | ۴۴     | کرواسی | بوژیدار رادوشویچ  | ۲        | ۱        | ۱        |          |          |          |                        |                        |                        |                        |                        |                        |         |         |         | ۲     | ۱     | ۱     |
| ۳                          | ۱۲     | ایران  | ابوالفضل درویش‌وند |          |          |          |          |          |          |                        |                        |                        |                        |                        |                        |         |         |         |       |       |       |
| Totals                     | Totals | Totals | Totals            | ۲۶       | ۱۰       | ۱۷       | ۳        | ۲        | ۱        | ۴                      | ۹                      | ۰                      | ۵                      | ۳                      | ۴                      | ۱       | ۰       | ۱       | ۳۹    | ۲۴    | ۲۳    |
| آخرین بروزرسانی: ۱۳۹۷/۱/۱۳ |        |        |                   |          |          |          |          |          |          |                        |                        |                        |                        |                        |                        |         |         |         |       |       |       |

## لباس
تامین کننده:  جوما 

| \| \| لباس اول \| \| لباس اول (ج) \| \| لباس دوم \| \| شهرآورد ۸۵ \| \| لباس سوپرجام \| |          |  |              |  |          |  |            |  |              |
|                                                                                         | لباس اول |  | لباس اول (ج) |  | لباس دوم |  | شهرآورد ۸۵ |  | لباس سوپرجام |

|  | لباس اول |  | لباس اول (ج) |  | لباس دوم |  | شهرآورد ۸۵ |  | لباس سوپرجام |

| \| \| لباس اول \| \| لباس دوم \| |          |  |          |
|                                  | لباس اول |  | لباس دوم |

|  | لباس اول |  | لباس دوم |

| \| \| لباس اول \| \| لباس دوم \| |          |  |          |
|                                  | لباس اول |  | لباس دوم |

|  | لباس اول |  | لباس دوم |

منبع: "سایت رسمی". Archived from the original on 29 January 2010. Retrieved 17 August 2017.

### اسپانسرها
- اسپانسر اصلی: ایرانسل[۷۰]
- سازندهٔ رسمی لباس: جوما[۷۱]
- اسپانسر رسمی: سامانه هواداری ۳۰۹۰[۷۲]
- اسپانسر رسمی: مؤسسه مالی اعتباری کوثر
- اسپانسر رسمی: بیمه ایران[۷۳]
- اسپانسر رسمی: کفش ملّی بایگانی‌شده  در ۱۷ اوت ۲۰۱۷ توسط Wayback Machine
- اسپانسر رسمی: پدرِ خوب
- اسپانسر رسمی: شرکت فروشگاه‌های زنجیره‌ای افق کوروش